# スペルモシン
スペルモシン(Spermosin, EC 3.4.21.99)は、酵素である。以下の化学反応を触媒する。
アルギニン結合を加水分解する。特にP2位にプロリンがくるものを選択的に分解する。
この酵素は、マボヤから単離された。